# Тарасовка (Володарский район)
Тарасовка (укр. Тарасівка) — село, входит в Володарский район Киевской области Украины.
Население по переписи 2001 года составляло 171 человек. Почтовый индекс — 09330. Телефонный код — 4569. Занимает площадь 0,77 км². Код КОАТУУ — 3221687603.

## Местный совет
09330, Київська обл., Володарський р-н, с.Тадіївка, вул.Леніна,74